# Popiwka (Oleksandrija)
Popiwka (ukrainisch Попівка; russisch Поповка Popowka) ist ein Dorf im Nordosten der zentralukrainischen Oblast Kirowohrad mit etwa 750 Einwohnern (2004).

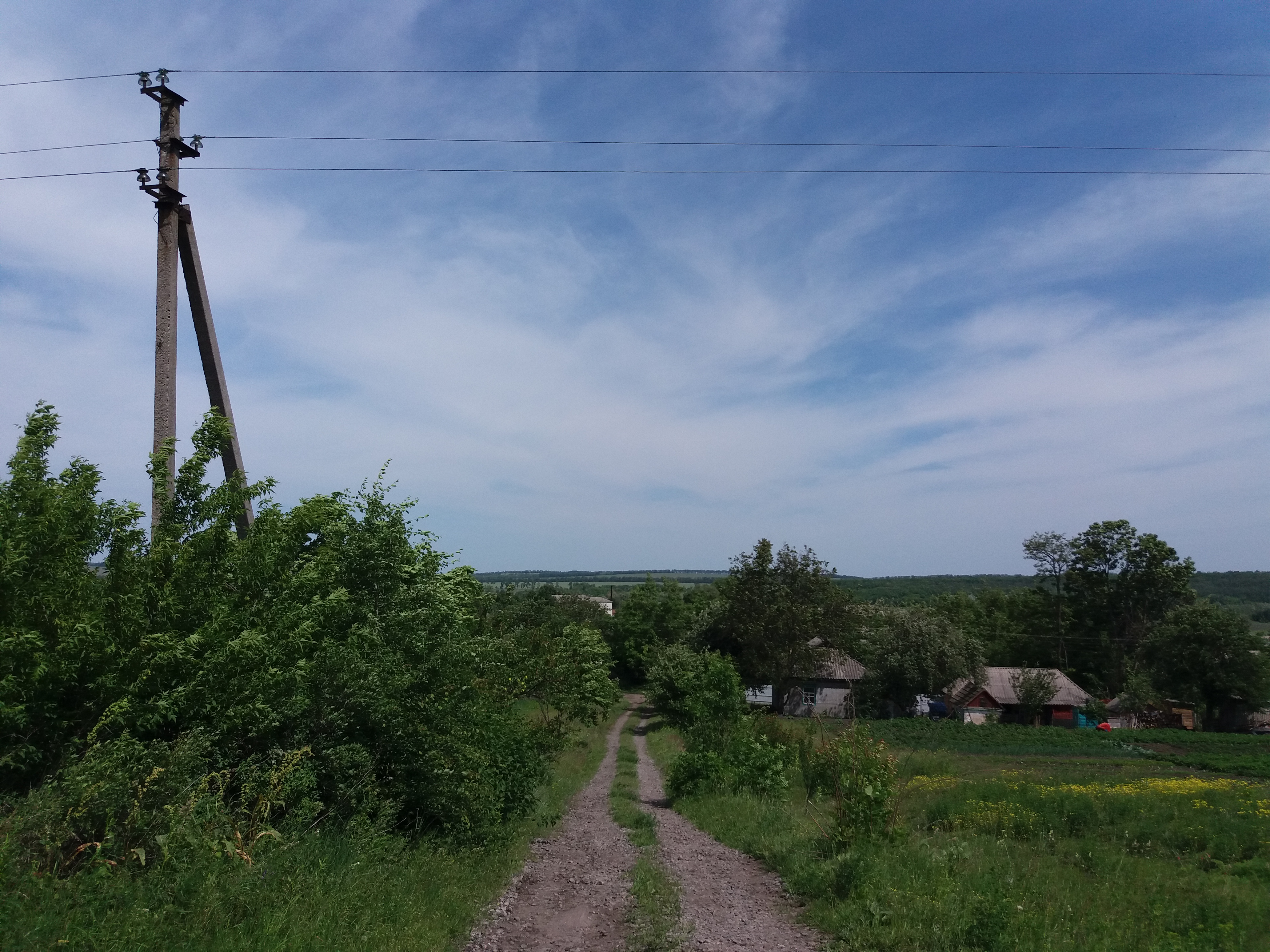
Blick in den Ort

Popiwka liegt an der Territorialstraße T–12–03 etwa sechs Kilometer östlich vom ehemaligen Rajonzentrum Onufrijiwka und 130 km nordöstlich vom Oblastzentrum Kropywnyzkyj. Die Stadt Oleksandrija liegt etwa 50 km südwestlich von Popiwka.
Südlich vom Dorf liegt das botanische Schutzgebiet von nationaler Bedeutung Busowe (Бузове).
Am 12. Juni 2020 wurde das Dorf ein Teil der neugegründeten Siedlungsgemeinde Onufrijiwka, bis dahin bildete es zusammen mit den Dörfern Kalatschiwka (Калачівка), Kostjantyniwka (Костянтинівка), Ljubiwka (Любівка), Pawlowolujsk (Павловолуйськ) und Soldatske (Солдатське) die gleichnamige Landratsgemeinde Popiwka (Попівська сільська рада/Popiwska silska rada) im Norden des Rajons Onufrijiwka.
Am 17. Juli 2020 kam es im Zuge einer großen Rajonsreform zum Anschluss des Rajonsgebietes an den Rajon Oleksandrija.

## Persönlichkeiten
Im Dorf kam 1943 die Schauspielerin Nila Krjukowa zur Welt.